# Yayan Ruhian
Yayan Ruhian (Tasikmalaya, 19 oktober 1968) is een Indonesische vechtkunstenaar en acteur. Hij staat bekend om zijn samenwerking met filmregisseur Gareth Evans in de films Merantau (2009) als Eric, The Raid (2011) als Mad Dog en The Raid 2 (2014) als Prakoso. Evenals in de Hollywoodproducties Star Wars: Episode VII: The Force Awakens (2015) als Tasu Leech en Beyond Skyline (2017) als politiechef. Hij herneemt deze rol in Skylines (2020).

## Levensloop
Ruhian volgde op 13-jarige leeftijd een opleiding zelfverdediging met de traditionele vechtkunst pencak silat op een Indonesische school. Na zijn studie werd hij ook trainer en scheidsrechter bij de vechtkunsten pencak silat. Ook heeft hij verschillende andere vechtsporttechnieken geleerd, zoals aikido. Door zijn expertise in pencak silat speelde hij uiteindelijk in de films Merantau en The Raid waar hij werd vergeleken met tegenspeler Iko Uwais.
Ruhian verscheen ook samen met Uwais in het vervolg The Raid 2. Volgens Evans speelde Ruhian zijn acties in de film The Raid 2 bruter. Hij maakte zijn Hollywooddebuut met de film Star Wars: Episode VII: The Force Awakens. In de film speelt hij Tasu Leech, de leider van de criminele organisatie Kanjiklub Gang die zo'n dertig jaar na de Slag om Endor opereert.
Ruhian is sinds 1997 getrouwd met Wawa Suwartini, samen hebben ze drie kinderen.

## Filmografie
| Jaar         | Titel                                     | Rol           | Opmerkingen                   |
| ------------ | ----------------------------------------- | ------------- | ----------------------------- |
| Film         |                                           |               |                               |
| 2009         | Merantau                                  | Eric          | Filmdebuut                    |
| 2011         | The Raid                                  | Mad Dog       |                               |
| 2014         | The Raid 2                                | Prakoso       |                               |
| 2015         | Yakuza Apocalypse                         | Kyoken        |                               |
| 2015         | Comic 8: Casino Kings part 1              | The Ghost     |                               |
| 2015         | Gangster                                  | Bang Jangkung |                               |
| 2015         | Star Wars: Episode VII: The Force Awakens | Tasu Leech    |                               |
| 2016         | Comic 8: Casino Kings part 2              | The Ghost     |                               |
| 2016         | Iseng                                     | Eddy          |                               |
| 2017         | Satria Heroes: Revenge of the Darkness    | Master Torga  |                               |
| 2017         | Beyond Skyline                            | Huana         |                               |
| 2018         | 212 Warrior                               | Mahesa Birawa |                               |
| 2019         | John Wick: Chapter 3 – Parabellum         | Shinobi #2    |                               |
| 2019         | Hit & Run                                 | Coki          |                               |
| 2019         | Wira                                      | Ifrit         |                               |
| 2020         | All Because of You                        | Maman         |                               |
| 2020         | Skylines                                  | Huana         |                               |
| 2020         | Tarung Sarung                             | Pak Khalid    |                               |
| 2021         | Gas Kuy                                   | Mang Ujang    |                               |
| 2023         | Boy Kills World                           | Shaman        |                               |
| Televisie    |                                           |               |                               |
| 2020         | Strike Back                               | Kabul         | Aflevering "Vendetta: Part 8" |
| Computerspel |                                           |               |                               |
| 2016         | LEGO Star Wars: The Force Awakens         | Tasu Leech    | Stem                          |